# Linbanan Kristineberg-Boliden
Linbanan Kristineberg-Boliden var en linbana på 96 kilometer som gick sträckningen Kristineberg–Boliden i Västerbottens län 1943–1987. Den byggdes ursprungligen för transport av koncentrat från Kristinebergsgruvan till omlastningen i Boliden och var då världens längsta linbana. Banan revs 1987 förutom en sektion på 13 km som kördes 1989−2017 som världens längsta passagerarlinbana.

## Historik

### Bakgrund
I Sverige rådde under andra världskriget brist på drivmedel och gummi, och Boliden AB sökte ett alternativt sätt att frakta sligmalmen från sina gruvor till smältverket Rönnskärsverken. Mellan anrikningsverket i Boliden och Rönnskärsverken fanns dock redan järnväg, så den delsträckan var redan löst. Längst bort låg Kristinebergsgruvan och fågelvägen handlade det om dryga nio mil. Den enda befintliga landsvägen gick dock över Ruskträsk och Norsjö och var 14 mil lång. Visserligen hade bolaget lyckats att 1940 få en ny, spikrak, väg (delvis dagens länsväg 370) till stånd, men när kriget kom blev det för dyrt att köra lastbil.
Ett alternativ som utreddes var att anlägga en ny järnvägslinje från Bastuträsk över Norsjö till gruvan. Statens industrikommission föreslog att bolaget skulle bygga en mindre så kallad decauvillebana, men det alternativet föll på jämförelsen med en linbana; järnvägen skulle ta dubbelt så lång tid och tre gånger så många arbetare samt förbruka mycket av det dyrbara järnmaterialet. Valet föll därför på linbanan och AB Nordströms Linbanor kontrakterades.

### Uppbyggnad

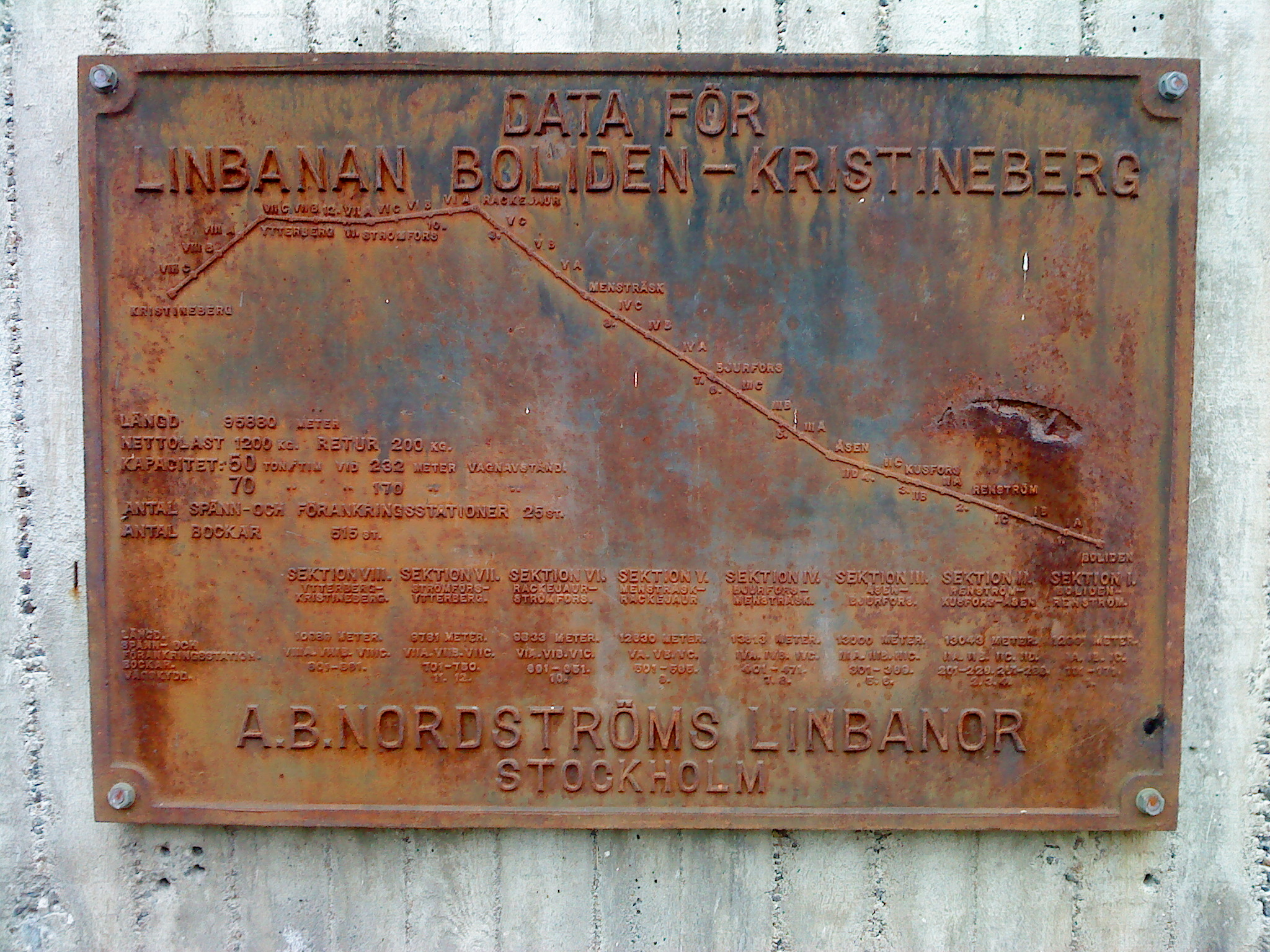
"Data för linbanan Boliden-Kristineberg". Skylt i Renström, Västerbotten.

År 1941 började planeringen, och efter många förhandlingar med markägare sysselsattes vintern 1941–1942 cirka 170 man med utsättning och markundersökningar. Ljuset från luftvärnsstrålkastare användes som riktmärke för att dra raka sträckor genom skog och mark. Vintern 1941–1942 var en av de absolut kallaste under 1900-talet, som mest gick temperaturen i byggnadsområdet ner till −45 grader. Förutom arbetsklimatet innebar tjälen att myrmark kunde te sig som fast mark och positionen för en mängd stolpar fick ändras när det var dags att gjuta betongen under sommarmånaderna. En 40 meter bred gata höggs ut efter hela sträckan, för att undvika skador från fallande träd. Av de 120 km sommarväg som bröts bestod 20 km av kavelbroar över myrmark. 
| Resurs           | Mängd                      |
| ---------------- | -------------------------- |
| Betong           | 24 000 m³                  |
| Armeringsjärn    | 1 100 ton                  |
| Kablar, linor    | 400 000 m                  |
| Material, totalt | 95 000 ton                 |
| Byggtid          | 370 dagar                  |
| Arbetsstyrka     | 1500 pers                  |
| Totalkostnad     | 20 miljoner svenska kronor |

I april 1942 påbörjade Nordströms Linbanor sitt uppdrag att bygga en linbana från Kristineberg till Boliden. Cirka 1500 man engagerades för arbetet, Bolidenbolagets egna stod för vägarbeten och transporter, flera olika entreprenadfirmor anlitades för gjutningen och Nordströms skötte själva monteringen. De 8 sektionerna uppfördes parallellt av flera bygglag, som bodde i bostadsbaracker vid respektive drivstation. Vid Örträsk-stationen satte Nordströms linbanor upp huvudkvarter och den fick fungera som central för hela bygget.

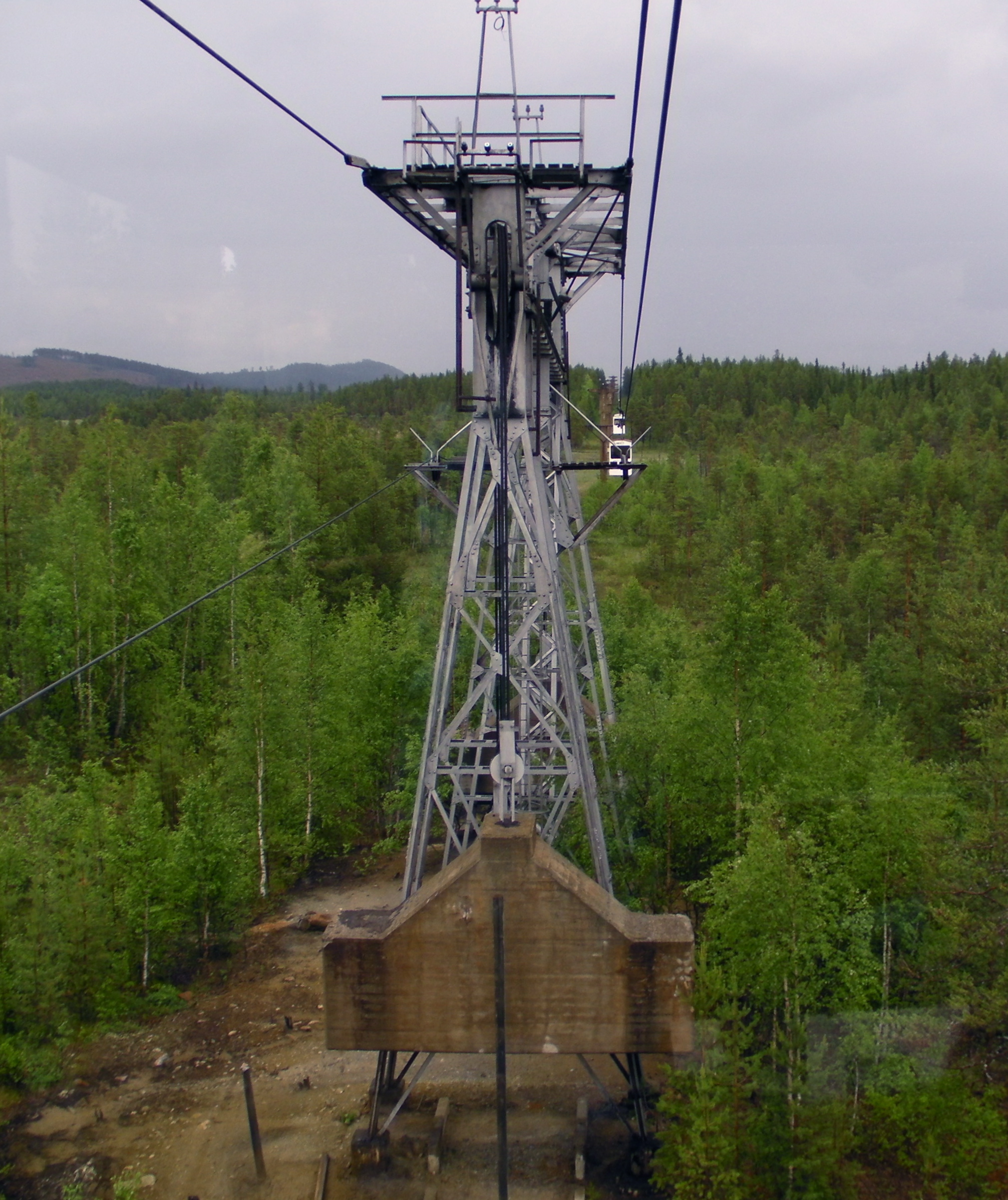
Spännstation

Tidigare hade linbanefundament byggts i trä eller järn, men de här banstolparna tillverkades helt i armerad betong. Fastän järnbehovet hade halverats i och med valet av linbana framför järnväg, kom den begränsade tillgången på järn att sätta takten för hela bygget. Bärkablar och draglinor var monterade på inalles 514 stolpar i betong, varav 16 stod i vattendrag. Dessas höjd varierade mellan 8 och 38 meter. Upp till 21 meters höjd var stolparna solida, de högre var ihåliga. De högsta stolparna fanns vid korsningen med Skellefteälven, och hade invändig trappa och elektrisk belysning. Avståndet mellan masterna varierade mellan 11 och 429 meter.
Den höga arbetstakten ledde till strejk hos bespisningspersonalen, olyckor inträffade också: vid gjutning av en bock i närheten av Fårberg skadades två arbetare svårt, och den ene dog på väg till sjukhus.
I slutet av februari 1943 var sektion I-III (Boliden-Bjurfors) färdig för provkörning. 14 april, ett år och fem dagar efter byggstart, kunde man sända iväg den första malmkorgen hela sträckan från Kristineberg. Banan, som kostnadsberäknats till 13 miljoner kronor, hade färdigställts 4 ½ månader före avtalad tid till ett slutpris av cirka 20 miljoner kr.

### Drift
En mer detaljerad beskrivning finns i artikeln om Kalklinbanan, som var förlaga för Bolidenbanan.

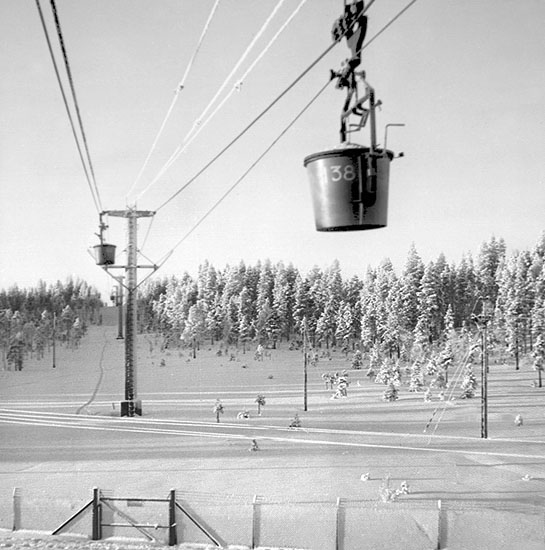
Linbanekorg nr. 38 på väg mot Boliden vintern 1943.

Banan indelades i åtta sektioner med sju drivstationer (om man inte räknar Kristineberg och Boliden). Driftstationerna placerades i Ytterberg, Strömfors, Rakkejaur, Mensträsk, Bjurfors, Åsen och Renström. Därutöver uppfördes en extra station i Kusfors mitt på sektion II för omlastning av malm till norra stambanan. Stationen i Kristineberg var nedsprängd i berget, vilket underlättade lastningen.
Sträckning och stationernas läge bestämdes delvis av bolagets önskan att komma nära de redan kända fyndigheterna i området. Tanken var nämligen att man skulle kunna lasta på malm vid drivstationerna, detta realiserades dock i rätt liten utsträckning. Sektion I-III planerades också för full kapacitet i båda riktningarna, så att malm kunde skickas från Rakkejaur för anrikning i Kristineberg. Initialt arbetade ungefär 40 man på linbanan, uppdelade på två skift och utplacerade på varje station. Linbanearbetarna övervakade sträckan och underhöll den genom att smörja kablar och kabelskor.
Dessutom fanns för att hålla bärkablarna spända 25 spännstationer byggda i järn med motvikter av betong. Vid elva punkter där linbanan korsade landsväg och järnväg fanns skyddsnät uppsatta på trästolpar.

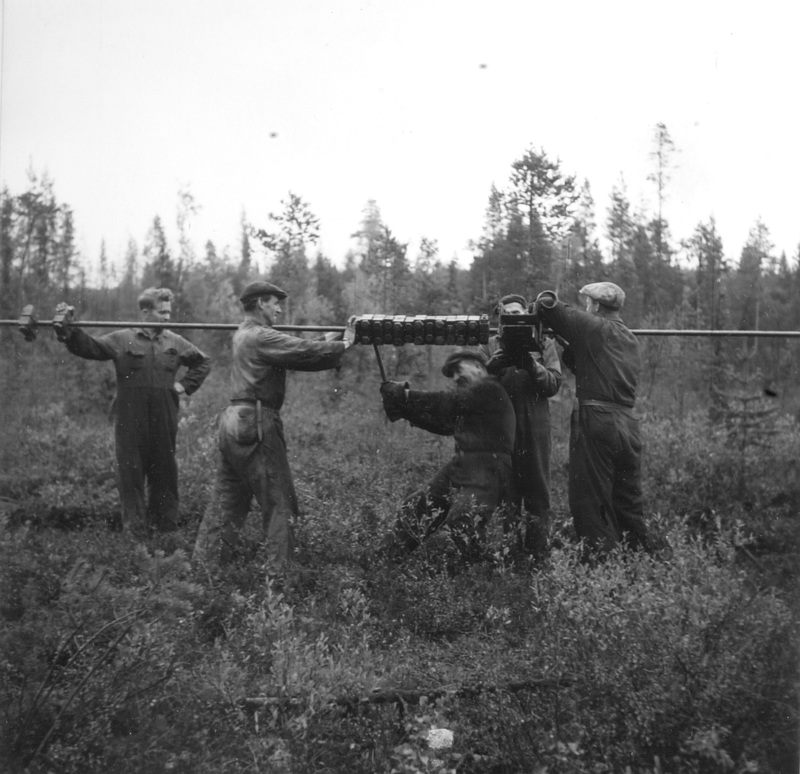
Kabelbyte på linbanan 1949.

#### Förbättringar
Under åren 1943-1955 sändes mellan 230 000 och 280 000 ton slig varje år. En mängd åtgärder utfördes för att löpande öka kapaciteten och därmed hålla banan konkurrenskraftig jämte lastbilstransport:
- I början hade banan cirka 900 korgar, vilket mot slutet hade ökats till c:a 1400 korgar.[3]
- Varje korg hade i början en lastkapacitet på 1200 kg, genom byte till lättare korgare ökades den till 1400 kg.[4]
- Bärlinan byttes till en något tjockare för att öka slitstyrkan.[4]
- En automatisk smörjvagn ersatte arbetet att klättra i varje mast för att smörja kabelskorna. En personvagn byggdes också, så att inspektören kunde åka längs hela sträckan och rapportera skador via radio.[4]
- När produktionen i Kristineberg ökade, utökade Boliden drifttiden på linbanan, och när treskift infördes sysselsattes inalles ungefär 60 personer. Treskiftet visade sig minska den effektiva drifttiden - driftstoppen ökade då banan inte längre fick underhåll under den avstängda perioden. Därför återgick man efterhand till tvåskift.[4]
- Automatisk drift infördes på prov i Renström-stationen 1963, och året därpå fullt ut så att manövrering och övervakning av hela banan centraliserades till Bjurfors (Örträsk).[4]

### Nedläggning
I början av 1970-talet visade linbanan tecken på utslitning. Under årtiondet tredubblades driftkostnaderna, och dubblerades återigen under 1980-talets första hälft. Hösten 1986 rasade en bock uppe på Hornberget, som lagades provisoriskt.

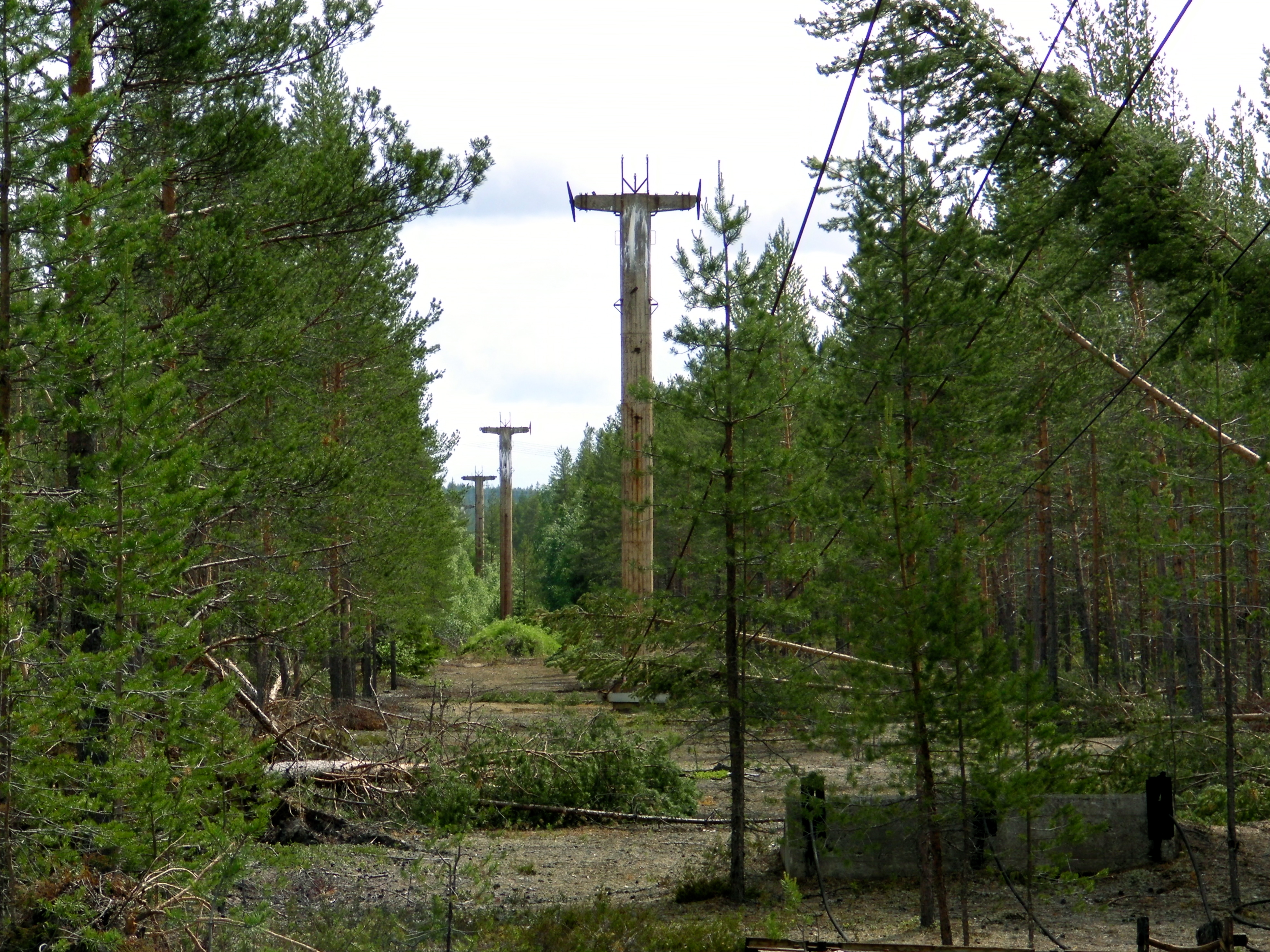
Betongbockarna står kvar längs den rivna delen.

Omkring denna tid[när?] fattades beslut om nedläggning av linbanan. Vid denna tid låg tillgängligheten (den verkliga transportkapaciteten) runt 50 %. Bara dagar innan den planerade nedläggningen brann kontrollrummet i Kristineberg, men även detta reparerades provisoriskt så att driften kunde stoppas planenligt.
Klockan 11.43 den 9 januari 1987, efter att ha fraktat totalt cirka 12 miljoner ton, stoppades malmlinbanan för sista gången. Boliden AB fraktar sedan dess sin malm med lastbilar.

### Världens längsta passagerarlinbana för persontrafik
1986, inför nedläggningen, grundades Världens längsta linbaneförening med målsättningen att bevara linbanans kultur- och industrihistoriska värden genom att köra persontrafik på Sektion IV, sträckningen Örträsk–Mensträsk i Norsjö kommun. Sista arbetsledaren vid linbanan var Bosse Biström som senare skulle starta Linab i Norsjö AB. Enligt uppgift ska han ha spänt fast dåvarande arbetsmarknadsminister Ingela Thalén i en kabinkorg och vägrat släppa ner henne innan hon utlovat sex miljoner kronor i statsbidrag.
År 1987 meddelade Arbetarskyddsstyrelsen att man godtar en ombyggnad för persontrafik. År 1988 hölls konstituerande sammanträde med styrelsen för Stiftelsen Världens längsta linbana. Styrelsen består av tre ledamöter från Världens Längsta Linbaneförening samt en ledamot från vardera Norsjö kommun och Skellefteå museum. Den 10 juli 1989 kl. 10.00 hade sektion IV nypremiär som Världens längsta linbana. Linbanan kom 1989 i Guinness Rekordbok men då som "världens längsta passagerarlinbana för persontrafik". Den bevarade sektionen innehåller 54 km kablar och linor. 

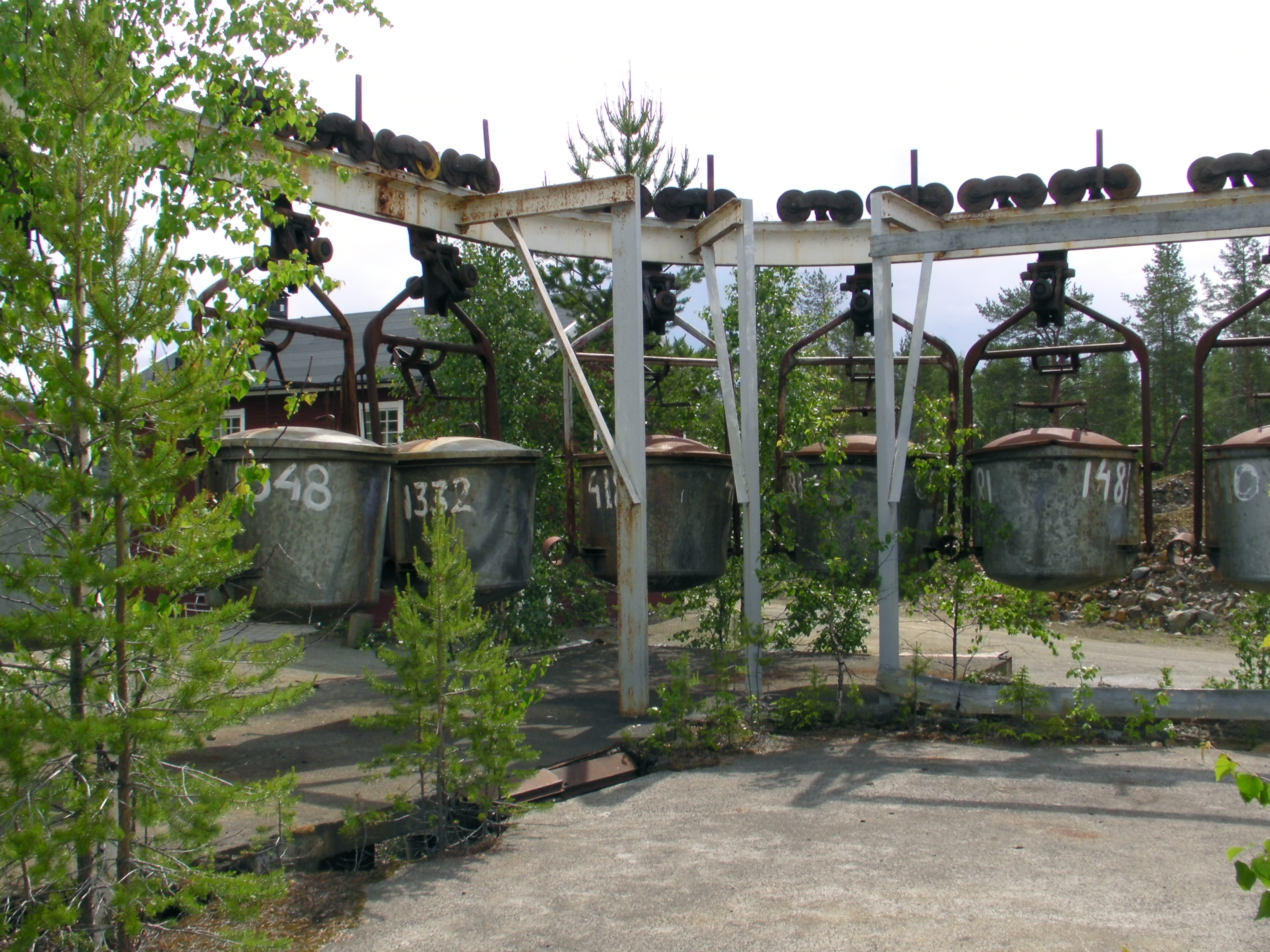
Servicespår med malmkorgar vid Örträsk-stationen

Besökare kunde ta en linbanetur på 13 km, varav 3 km över vatten, i 4-sitsiga kabiner. Ett antal kabiner var utrustade med värmeanläggning för körningar under den kalla årstiden. Liksom när banan användes för malmtransport rörde sig korgarna över landskapet med 10 km/timme, vilket ger en åktid på 1 timme och 45 minuter. Turen kunde göras i båda riktningarna.

#### Linab i Norsjö AB
År 2006 tog lokalägda familjeföretaget Linab i Norsjö AB över anläggningen och Stiftelsen Världens längsta linbana avregistrerades. Föreningen fortsatte dock sitt arbete med att bevara linbanans industrihistoriska värden.

#### Nedläggning av persontrafiken
Trafiken upprätthölls till och med 2017. Hösten 2019 stod det klart att trafiken skulle läggas ned, pga omfattande krav på underhåll. Ägarna Bosse Biström och Marie-Louise Eklund sålde 1 januari 2021 sina bolag och nedmontering av själva linbanan påbörjades.

## Linbanerekord
Linbanan Kristineberg-Boliden var mellan 1943 och 1987 världens längsta linbana och är sedan 1989 världens längsta linbana för persontrafik. Världens näst längsta för persontrafik är Teleférico de Mérida som går de 12,5 kilometrarna mellan staden Mérida i Venezuela och Pico Espejo (4763 m ö.h.). Den är också världens högsta.
Linbanan Mariquita-Manizales i Colombia (invigd 1922) var 72 km lång linbanan i Eritrea till Asmara var 75 kilometer lång från 1937 och världens längsta tills Bolidenbanan byggdes. Den revs 1961 och hade 1959 överträffats i längd av COMILOG-linbanan i Gabon och Kongo, på 76 kilometer. Denna lades ner 1986, och efter rivningen av Bolidenbanan 1987 var Kalklinbanan mellan Forsby och Köping med sina 41 kilometer världens längsta. Den drevs fram till 1997 och blev därefter bevarad i fungerande skick som industriminne. Den revs dock 2013 efter upprepade försök att få den fortsatt bevarad.